# پترا مجدیچ
پترا مجدیچ (انگلیسی: Petra Majdič؛ زادهٔ ۲۲ دسامبر ۱۹۷۹) اسکی‌باز صحرانوردی اهل جمهوری فدرال سوسیالیستی یوگسلاوی است.